# Crocone
Crocone (in greco antico: Κρόκων?, Krókōn) è un personaggio della mitologia greca. Fu re d'Eleusi. 

## Genealogia
Secondo Pausania, Crocone era un ateniese che sposò la principessa di Eleusi Sesara, figlia del re Celeo. Secondo Apollodoro, che però non cita la moglie, Crocone divenne padre di Meganira, una delle possibili mogli di Arcade.
Secondo l'enciclopedia del mondo classico Pauly-Wissowa, Crocone apparteneva invece alla famiglia reale eleusina per nascita, essendo figlio di Trittolemo e di sua sorella Sesara

## Mitologia
Come suo fratello Cerone, anche Crocone era iniziato ai Misteri Eleusini e tra le due schiere la sua e quella dei suoi seguaci (i cosiddetti Croconidi) era la più importante. 

Tra i suoi compiti da officiante doveva legare una benda agli iniziati al culto sia al braccio destro sia alla gamba sinistra.
Governò il territorio di Eleusi al confine con l'Attica ed ai tempi di Pausania (oltre 500 anni dopo la sua morte) la sua città natale era chiamata Crocon basileia.
Si sa inoltre che abitava in quella che fu definita la sua reggia, ma della sua tomba (sempre al tempo di Pausania) non v'era traccia.